# George Alexander Hoskins
George Alexander Hoskins (Higham, 1802 – Roma, 21 novembre 1863) è stato un avvocato e scrittore britannico.

## Biografia
Secondo figlio di George Hoskins e Mary Alison, nacque nella proprietà di famiglia, “Higham Hall”, nel 1802 ad Higham, in Inghilterra.
Benché non fosse un egittologo, come per altri giovani della nobiltà inglese visitò l’Egitto e la Nubia tra il 1832 e il 1833 facendo conoscenza con Robert Hay (della cui casa di Sheikh Ab del-Qurna lasciò una chiara descrizione), Francis Arundale, Frederick Catherwood e Joseph Bonomi. Il risultato di tale permanenza venne da Hoskins pubblicato in due volumi: "Travels in Ethiopia, above the second cataract of the Nile e "Visit to the Great Oasis of the Libyan Desert"
Rientrato in Inghilterra studiò come avvocato penalista presso la Inner Temple di Londra (tra il 1837 e il 1840). Fu segretario e tesoriere della "While Nile Association" nel 1839. 
Sposò, nel 1843, Mary Thornton da cui ebbe due figli e una figlia. 
Viaggiò successivamente in Spagna pubblicando, nel 1851, "Spain as it is" ("La Spagna per come è") e si interessò, pubblicando altri testi, dell'esame comparato delle legislazioni penali inglese e degli altri Stati europei. 
Ritornò in Egitto nel 1860-1861 per motivi di salute e, nel 1863, pubblicò "A Winter in Upper Egypt and Lower Egypt" ("Un inverno nell'Alto e Basso Egitto") particolarmente interessante per le informazioni pratiche in esso contenute.
Morì a Roma il 21 novembre 1863. 
Durante la sua permanenza in Egitto si avvalse delle capacità artistiche dell’italiano Lucchese Bandoni. I disegni e gli acquerelli di Hoskins sono oggi in collezione presso il Griffith Institute.